# سوگانوما ماساسادا
سوگانوما ماساسادا (به ژاپنی: 菅沼 正貞 すがぬま まささだ)، (تولد نامشخص - مرگ ۱۵۸۲ میلادی) یک سامورایی، ششمین ارباب قلعه ناگاشینو، در ولایت میکاوا در دوره سنگوکو و دوره آزوچی-مومویاما بود. ابتدا او ملازم توکوگاوا ایه‌یاسو بود و پس از آن ملازم تاکدا شینگن و تاکدا کاتسویوری شد.

## دستاوردها
در ابتدا او توکوگاوا ایه‌یاسو را که نفوذ خود را در ولایت میکاوا و ولایت توتومی تثبیت کرده بود دنبال کرد، اما در دسامبر ۱۵۷۰، آکییاما توکاشیگه، فرمانده نظامی خاندان تاکدا، از قلمرو خاندان ایوامورا تویاما در شرق ولایت مینو عبور کرد و به اوکو-میکاوا حمله کرد (نبرد کانمورا).
در نبرد کانمورا او به جبهه در سمت توکوگاوا جنگید، اما با دیدن یک شکست کوبنده، به سرعت بدون درگیری عقب‌نشینی کرد و به داخل قلعه فرار کرد هنگامی که تهاجم تاکدا شینگن به قلمرو توکوگاوا (عملیات سیجو) در اکتبر ۱۵۷۲ آغاز شد، سوگانوما ساداتادا ، رئیس خاندان سوگانوما، و بستگانش اوکودایرا سادانوشی ، خاندان تاکدا را دنبال کردند. این سه خاندان که سوگند یاد کردند که با هم در اوکو-میکاوا پیشروی و عقب‌نشینی کنند، به قدرت حاکم یاماگاتا ماساکاگه ملحق شدند و یاماگا سانپو شو نامیده شدند و به نیروهای جدا شده یاماگاتا ماساکاگه و آکییاما توراشیگه که در منطقه میکاوا می‌جنگیدند پیوستند و در مناطق مختلف دیگر نیز جنگیدند.